# Ligne de Paris-Montparnasse à Brest
Pour les articles homonymes, voir Paris-Brest.
Ne doit pas être confondu avec LGV Atlantique ou LGV Bretagne-Pays de la Loire.
La ligne de Paris-Montparnasse à Brest est l'une des principales lignes radiales du réseau ferroviaire français. Elle relie la gare de Paris-Montparnasse à la gare de Brest. Ouverte en 1840 de Paris à Versailles, elle atteint Chartres le 12 juillet 1849, puis Rennes en mai 1857 et enfin Brest en 1865.
Elle constitue la ligne 420 000 du réseau ferré national.

## Histoire

### Origine: de Paris à Versailles (rive gauche)
Une loi du 9 juillet 1836 autorise le ministre des Travaux publics à concéder simultanément deux lignes de chemins de fer de Paris à Versailles, l'une par la rive droite et l'autre par la rive gauche de la Seine. La ligne par la rive gauche constitue l'embryon de l'itinéraire vers Brest. La ligne de Paris à Versailles par la rive gauche est adjugée le 26 avril 1837 à Messieurs Beer-Léon Fould, Benedict Fould-Oppenheim et 
Auguste Léo (de). Cette adjudication est approuvée par une ordonnance royale le 24 mai 1837. La Compagnie du chemin de fer de Paris, Meudon, Sèvres et Versailles est constituée par un acte daté des 14, 17, 18 et 19 août 1837. Elle est autorisée et sa substitution aux concessionnaires initiaux est approuvé par une ordonnance royale le 25 août 1837. Une loi du 1er août 1839 autorise l'État à faire un prêt de 5 millions de francs à la compagnie.

### De Paris à Brest
Une loi du 26 juillet 1844 ajoute à la liste des grandes lignes de chemin de fer, définies précédemment par une loi du 11 juin 1842, une ligne de Paris à Rennes par Chartres et Laval s'embranchant sur la ligne de Paris à Versailles.
La section de Versailles à Rennes, ainsi qu'un embranchement du Mans sur Caen, sont concédés à Messieurs Émile Pereire, Adolphe d'Eichthal et Tarbé des Sablons par une loi le 21 juin 1846, sous réserve de la reprise des deux compagnies exploitant les lignes de Paris à Versailles. Toutefois, aucune suite n'est donnée. Aussi l'État entreprend la construction de la ligne. Une loi du 21 avril 1849 autorise le ministre des Travaux publics à exploiter pour le compte de l'État la ligne entre Versailles, Chartres et La Loupe. Cette même loi autorise le rachat par l'État de la ligne de Paris à Versailles, dont la compagnie est incapable de rembourser les avances que lui a faites l'État.
Une loi du 13 mai 1851 autorise la concession de la ligne de Versailles à Rennes à Messieurs Peto, Betts, Brassey, Geach, Fox, Henderson et Stokes. Cette loi valide aussi le rachat de la compagnie du chemin de fer de Paris à Versailles par les mêmes personnes. Cette même loi concède le raccordement de Viroflay. Les modalités de concession sont précisées dans une convention signées les 30 juin et 1er juillet 1851 entre les concessionnaires et le ministre des Travaux publics. Cette convention est approuvée par un décret le 16 juillet suivant. La Compagnie du chemin de fer de l'Ouest est constituée par un acte daté des 20 et 26 janvier 1852. Elle est autorisée le 27 janvier par un décret qui entérine sa substitution aux concessionnaires initiaux de la ligne de Paris à Rennes.
Les 2 février et 6 avril 1855, une convention est signée entre le ministre des Travaux publics et les compagnies des chemins de fer de Paris à Saint-Germain, de Paris à Rouen, de Rouen au Havre, de l'Ouest, de Paris à Caen et à Cherbourg. Cette convention organise la fusion de ces compagnies au sein de la Compagnie des chemins de fer de l'Ouest. En outre, elle concède à titre définitif à ladite Compagnie un « prolongement de Rennes à Brest ». Cette convention est approuvée par décret impérial le 7 avril 1855.
La ligne est ouverte par tronçons successifs de Paris (barrière du Maine) à Versailles en 1840, puis Chartres en juillet 1849, puis enfin Rennes en mai 1857. Elle atteint Guingamp en septembre 1863, puis Brest en 1865.
Divers projets avaient été prévus quant à son tracé. En 1853, une carte présentait le projet de joindre Rennes à Brest par un tracé central, via Montfort-sur-Meu, Napoléonville (Pontivy) et Châteaulin en contournant les monts d'Arrée par le sud. C'est finalement le contournement par le nord qui fut retenu.
Certains tronçons de cette ligne sont restés à une seule voie pendant plusieurs décennies : c'est encore le cas par exemple en 1892 pour les tronçons de Rennes à Saint-Brieuc et de Guingamp à Kerhuon, c'est-à-dire presque jusqu'à Brest.
La section entre Paris-Montparnasse et Le Mans a été électrifiée en 1500 volts continu, en 1937, sous l'impulsion de Raoul Dautry et d'Adrien Marquet. Toutefois, Raoul Dautry, directeur de l'Administration des chemins de fer de l'État, avait envisagé la tension de 3 000 volts continu, ce qui a été refusé par l'autorité militaire,.
La section entre Le Mans et Rennes est électrifiée au milieu des années 1960 en 25 kV 50 Hz dans le cadre d'un plan d'électrification pour les lignes au trafic assez élevé, d'abord entre Le Mans et Laval (mise en service le 26 septembre 1964) puis entre Laval et Rennes (mise en service le 1er juillet 1965).

## Caractéristiques

### Section de Paris à Rennes

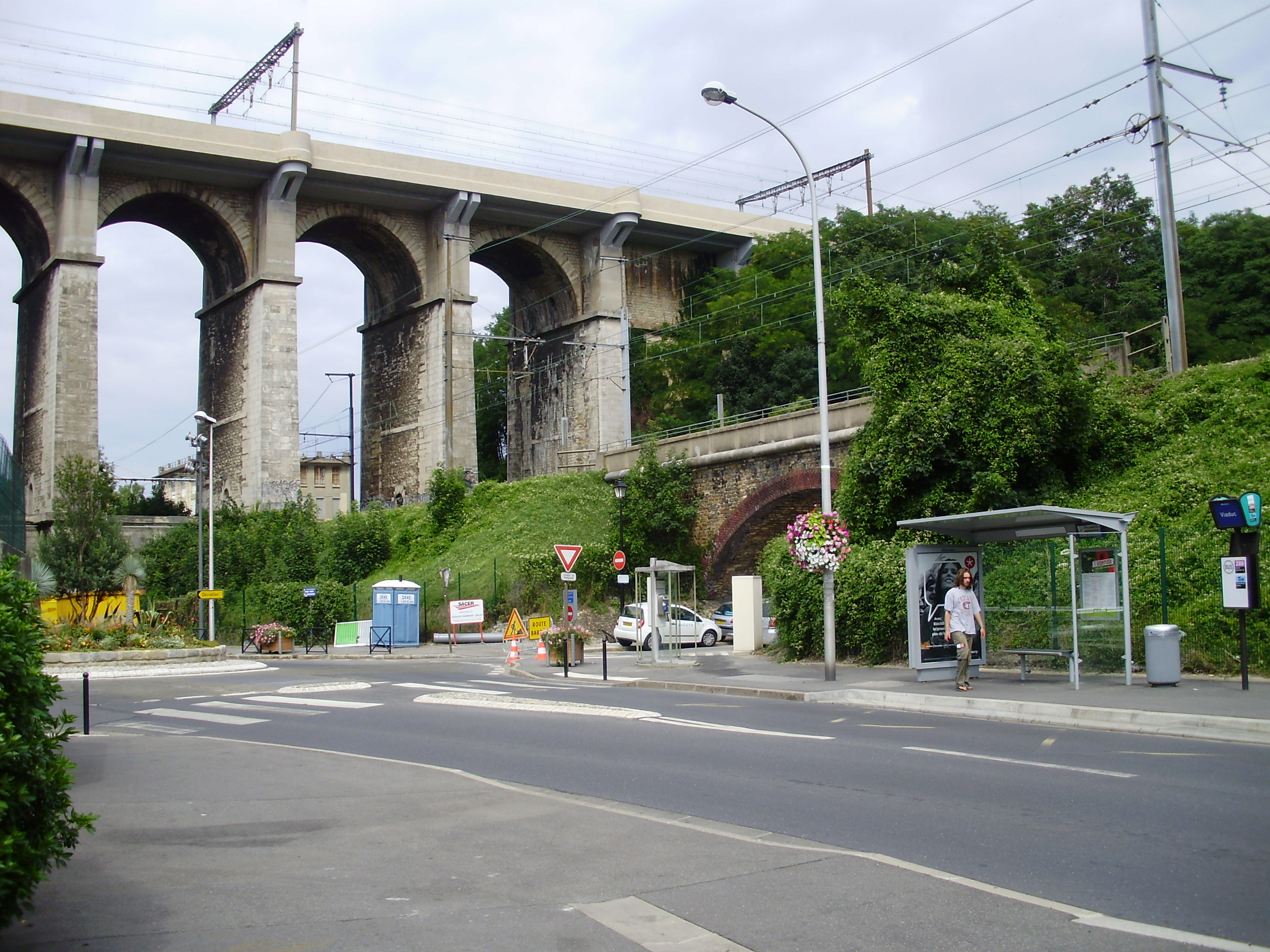
Entre Clamart et Meudon, la ligne emprunte le viaduc de Meudon.

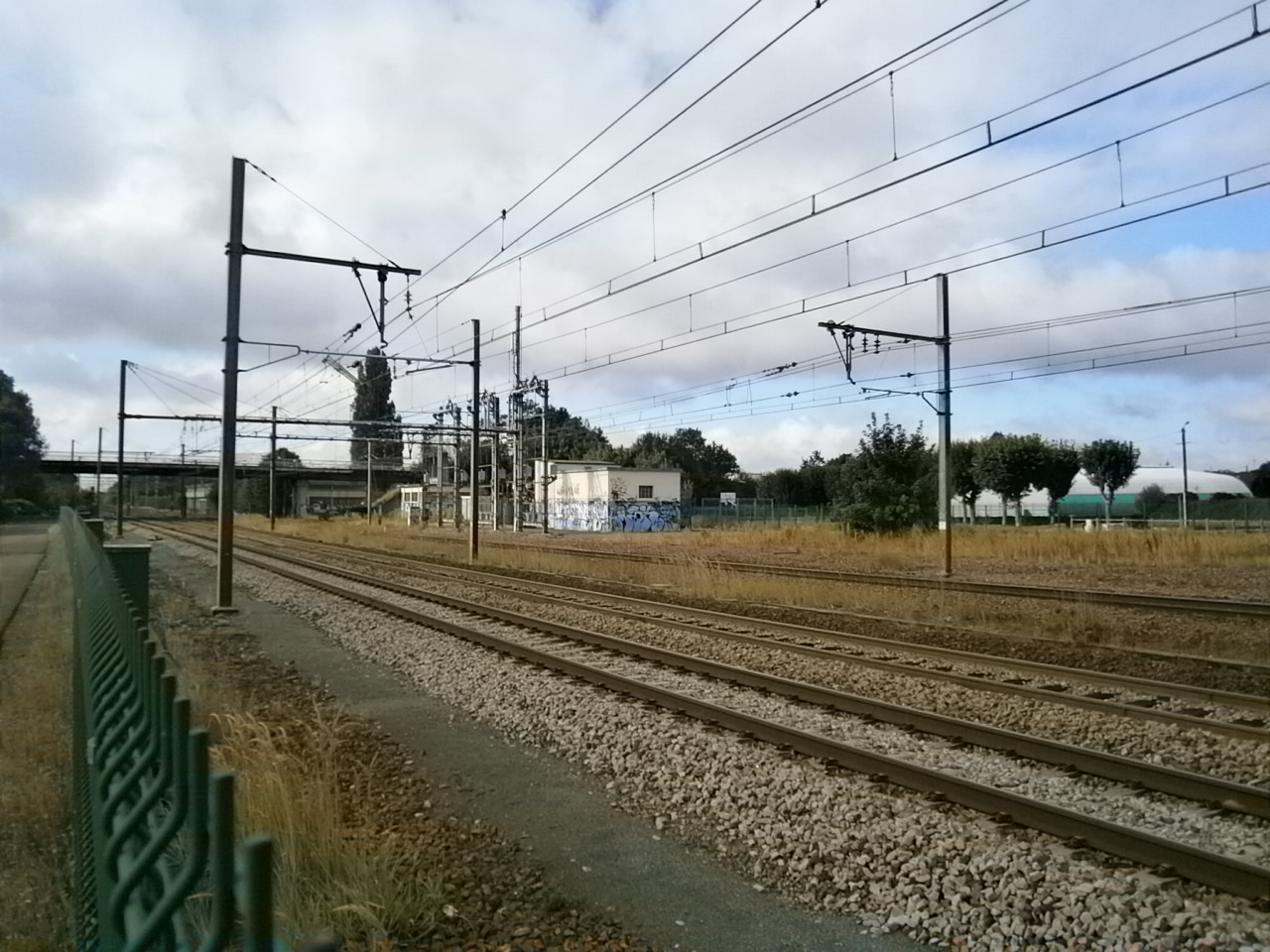
La sous station électrique du Perray (78).

La ligne est équipée du BAL et électrifiée en 1500 V continu de Paris au Mans et en 25 kV 50 Hz au-delà. À double voie sur la majeure partie du parcours, la ligne a toutefois été quadruplée de la gare Montparnasse à Clamart en 1903, puis de Clamart à La Verrière, du Perray à Rambouillet et d'Épernon à Maintenon en 1934.
Lors de la mise en service de la LGV Atlantique en 1989, le trafic TGV est transféré sur celle-ci entre Paris et Connerré - Beillé. Seuls un train Corail en semaine et quelques autres le vendredi et le dimanche soir persistent quelques années entre Paris et la Bretagne, avant de laisser la totalité des trajets entre Paris-Montparnasse et Le Mans via Chartres assurés par des TER Centre-Val de Loire. La ligne voit encore son trafic TGV se réduire à la suite de la mise en service de la LGV Bretagne-Pays de la Loire en 2017 : le tronçon entre La Milesse et Louverné n'est plus emprunté par aucun TGV, et sur les autres tronçon entre Connerré et Cesson-Sévigné, seuls les TGV desservant Le Mans et/ou Laval et Vitré empruntent encore certaines sections.

### Section de Rennes à Brest
La section de Rennes à Brest relie la côte nord bretonne à Paris. D'orientation est-ouest, elle est électrifiée en 25 kV – 50 Hz depuis le 23 avril 1987 entre Rennes et Saint-Brieuc, depuis le 12 septembre 1989 entre Saint-Brieuc et Brest.

#### Tracé et profil
La ligne a été ouverte entre 1863 et 1865. D'orientation est-ouest, elle quitte la gare de Rennes en partageant ses voies jusqu'à la bifurcation de Port-Cahours avec la ligne de Rennes à Saint-Malo - Saint-Servan. La gare de La Brohinière, autrefois une importante gare de bifurcation, n'est plus que l'ombre d'elle-même à la suite de la fermeture de nombreuses lignes secondaires. À Lamballe, la ligne est rejointe par la ligne de Lison à Lamballe venant de Dol-de-Bretagne.

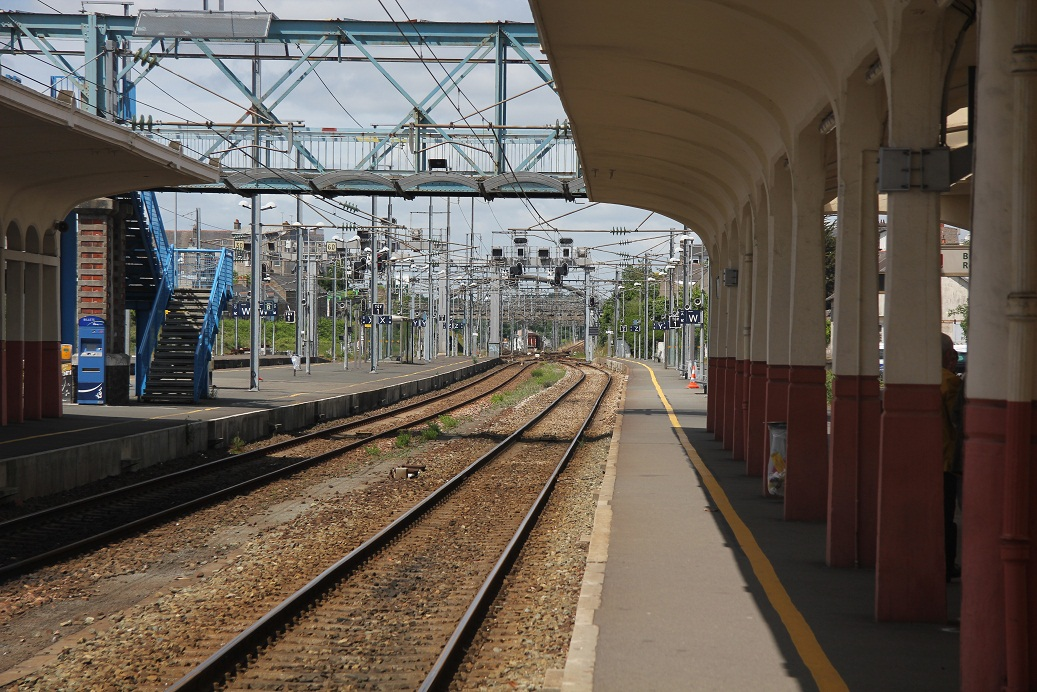
Quais de la gare de Saint-Brieuc en direction de Brest.

La première ville importante est Saint-Brieuc, à 101 km de la gare de Rennes ; sa gare est dotée de 5 voies et commandait deux lignes à voie unique se dirigeant vers Le Légué et Pontivy. Trente kilomètres plus loin, la gare de Guingamp commande elle aussi deux lignes secondaires, qui se dirigent vers Paimpol et Carhaix.
La ligne de Plouaret à Lannion, qui se détache de la ligne principale à Plouaret, est la seule à bénéficier de l'électrification. La gare de Morlaix, équipée de quatre voies, commande quant à elle la ligne de Morlaix à Roscoff.
À Landerneau enfin, la ligne reçoit la ligne de Savenay à Landerneau. La gare de Brest (à 249 km de la gare de Rennes et 622 km de la gare de Paris-Montparnasse via Chartres), est équipée de 6 voies à quai et elle est en cul-de-sac.
Le tracé de cette ligne n'est pas très favorable : en effet, le relief, sans jamais être impressionnant, n'en est pas moins gênant. De même, le profil n'est-il pas excellent pour une ligne proche du littoral : les rampes atteignant souvent des taux de 10 ‰, et la ligne atteint les 165 m d'altitude entre Saint-Brieuc et Guingamp.

#### Équipement
La ligne, entièrement à double voie, bénéficiait du block automatique à permissivité restreinte (BAPR) sur la majeure partie de son parcours avant la mise en service progressive du block automatique lumineux (BAL) depuis 2005. L'équipement en BAL de la ligne entre Guingamp et Plouaret est prévu au Contrat de Plan État Région 2015-2020. Elle est entièrement électrifiée depuis 1987-1989 avec la mise en place du TGV Atlantique et est régulée par le Centre opérationnel de la gestion des circulations (COGC) de Rennes. La ligne est également équipée d'installations permanentes de contre-sens (IPCS) entre les gares de Saint-Brieuc et Guingamp. Depuis le 13 décembre 2009, la limitation de vitesse a été relevée à 210 km/h entre les gares de Châtelaudren - Plouagat et Guingamp.

### Vitesses limites

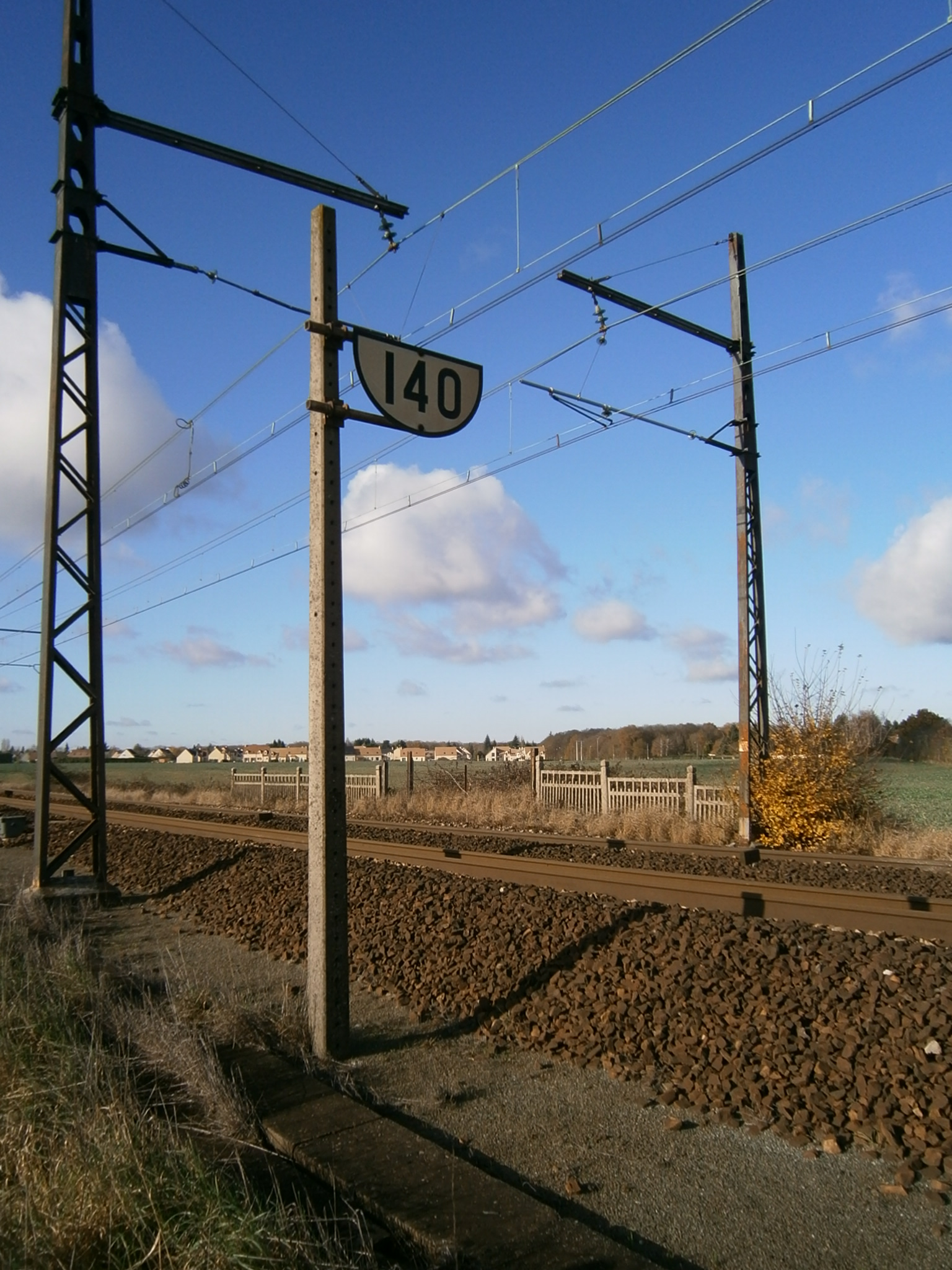
Le panneau de limitation de vitesse 140 km/h, à Gazeran.

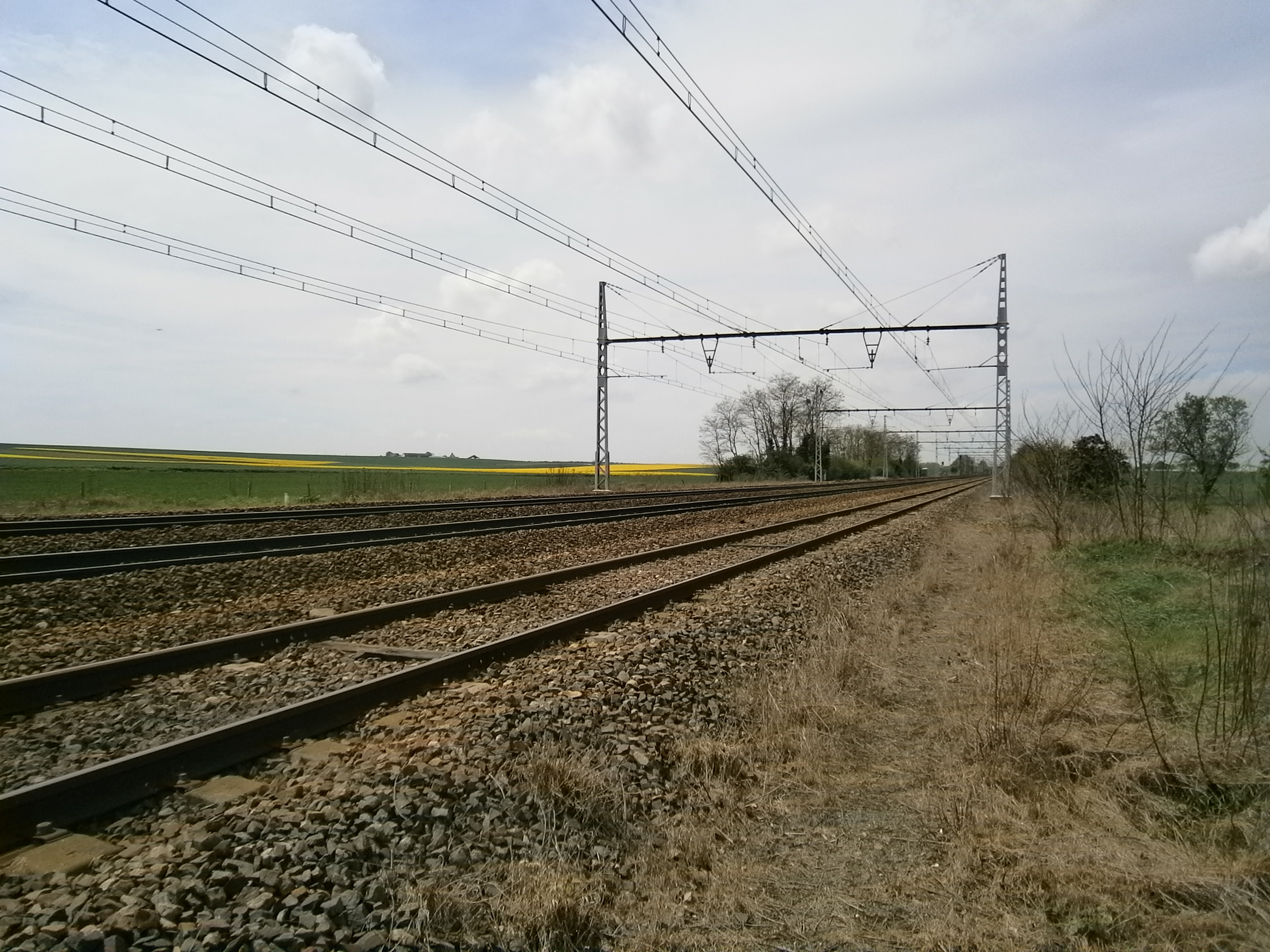
La ligne à Hanches (Eure-et-Loir).

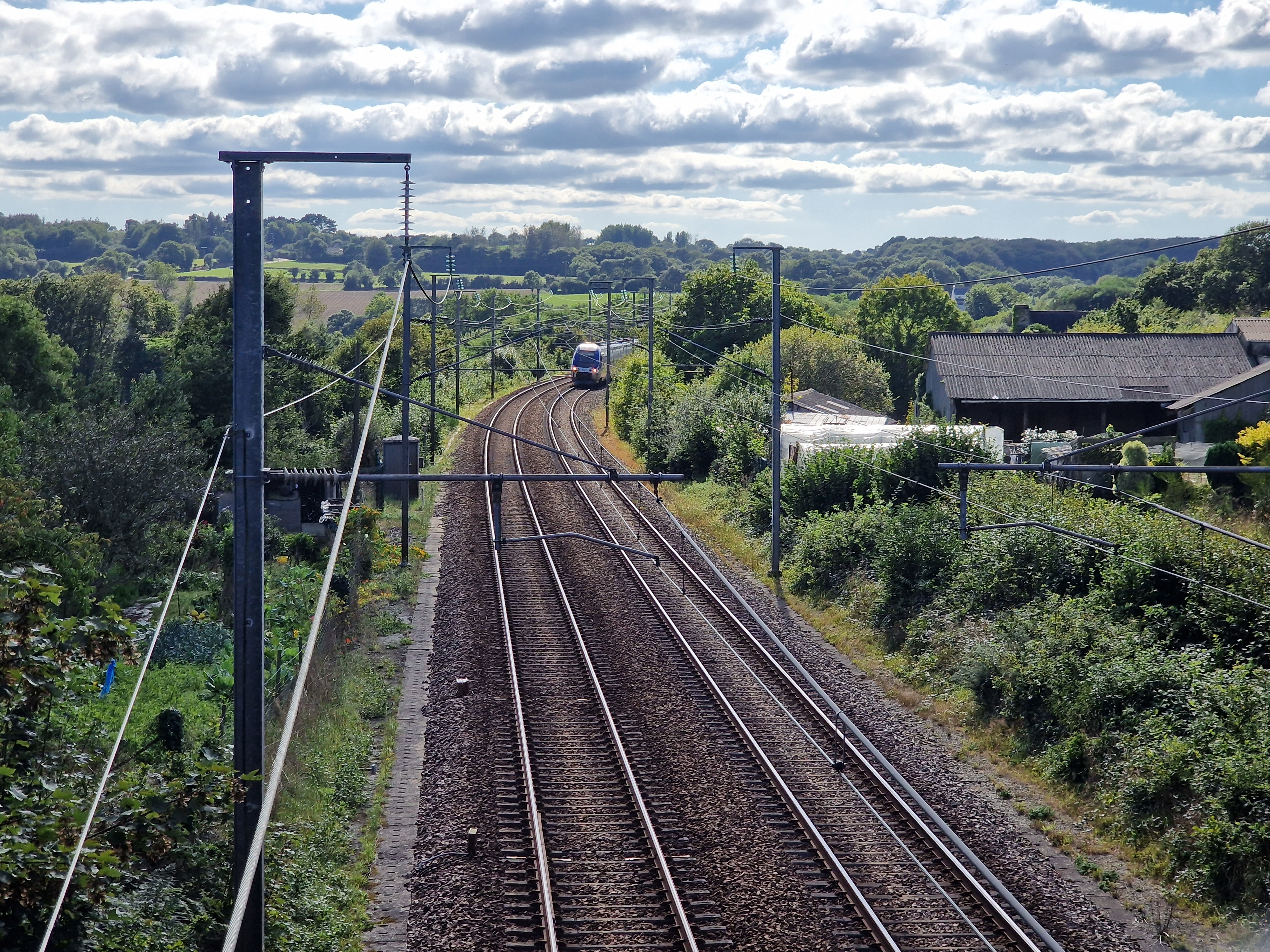
La ligne à Pleyber Christ (Finistère).

Les vitesses limites de la ligne en 2012 pour les TGV (ces trains ont la vitesse limite la plus élevée sur certaines portions de la ligne notamment entre Saint-Brieuc et Brest), en sens impair, et sur les voies directes de Paris-Montparnasse à Brest sont indiquées dans le tableau ci-dessous ; toutefois, les trains de certaines catégories, comme les automotrices de banlieue ou les trains de marchandises, sont soumis à des vitesses limites plus faibles. Entre le raccordement du Rody et le port de Brest, la vitesse est limitée à 30 km/h.
| De (PK)                                 | À (PK)                                  | Limite (km/h) |
| --------------------------------------- | --------------------------------------- | ------------- |
| Paris-Montparnasse                      | PK 1,3                                  | 30            |
| PK 1,3                                  | Ouest-Ceinture (PK 2,1)                 | 80            |
| Ouest-Ceinture (PK 2,1)                 | Vanves-Malakoff (PK 3,7)                | 110           |
| Vanves-Malakoff (PK 3,7)                | Saint-Cyr (Bif. de Granville) (PK 21,9) | 130           |
| Saint-Cyr (Bif. de Granville) (PK 21,9) | PK 30,3                                 | 150           |
| PK 30,3                                 | Gazeran (PK 52,7)                       | 160           |
| Gazeran (PK 52,7)                       | PK 84,5                                 | 140           |
| PK 84,5                                 | Chartres (PK 87,1)                      | 120           |
| Chartres (PK 87,1)                      | PK 90,1                                 | 140           |
| PK 90,1                                 | Pontgouin (PK 113,4)                    | 160           |
| Pontgouin (PK 113,4)                    | PK 130                                  | 150           |
| PK 130                                  | PK 141,3                                | 140           |
| PK 141,3                                | Le Theil - La Rouge (PK 159)            | 150           |
| Le Theil - La Rouge (PK 159)            | Bif. de Connerré-Nord (PK 190,9)        | 160           |
| Bif. de Connerré-Nord (PK 190,9)        | PK 208,9                                | 220           |
| PK 208,9                                | Le Mans (PK 211)                        | 120           |
| Le Mans (PK 211)                        | Vitré (PK 335,9)                        | 160           |
| Vitré (PK 335,9)                        | Les Lacs (PK 345,8)                     | 140           |
| Les Lacs (PK 345,8)                     | Rennes (PK 373,3)                       | 160           |
| Rennes (PK 373,3)                       | PK 376,9                                | 140           |
| PK 376,9                                | Montfort-sur-Meu (PK 395,5)             | 160           |
| Montfort-sur-Meu (PK 395,5)             | Montauban-de-Bretagne (PK 405,5)        | 150           |
| Montauban-de-Bretagne (PK 405,5)        | PK 433,4                                | 160           |
| PK 433,4                                | PK 441,0                                | 145           |
| PK 441,0                                | PK 447,9                                | 220           |
| PK 448,9                                | Lamballe (PK 454,3)                     | 150           |
| Lamballe (PK 454,3)                     | PK 466,5                                | 220           |
| PK 466,5                                | Saint-Brieuc (PK 474,6)                 | 145           |
| Saint-Brieuc (PK 474,6)                 | La Méaugon (PK 481,2)                   | 150           |
| La Méaugon (PK 481,2)                   | PK 494                                  | 160           |
| PK 494                                  | Guingamp (PK 504,7)                     | 210           |
| Guingamp (PK 504,7)                     | PK 534,5                                | 160           |
| PK 534,5                                | PK 540,3                                | 200           |
| PK 540,3                                | PK 552,8                                | 160           |
| PK 552,8                                | PK 571,1                                | 180           |
| PK 571,1                                | PK 576,1                                | 160           |
| PK 576,1                                | Landivisiau (PK 589,1)                  | 140           |
| Landivisiau (PK 589,1)                  | Landerneau (PK 603,6)                   | 120           |
| Landerneau (PK 603,6)                   | Brest (PK 622,4)                        | 140           |

## Trafic

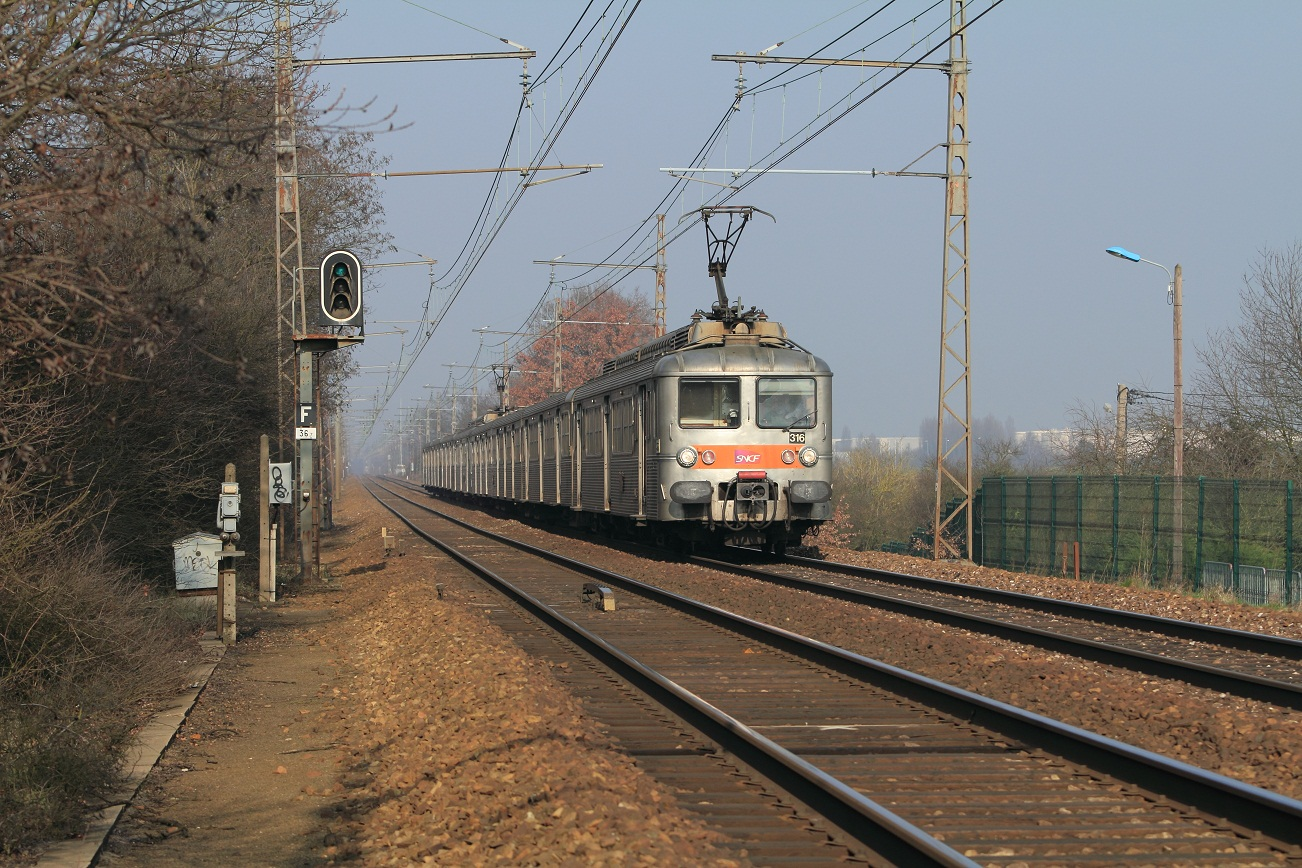
Une UM de Z 5300 de la ligne commerciale Paris - Rambouillet, en 2011.

Le trafic sur cette ligne est d'abord marqué, comme dans l'ensemble de l'ouest de la France, par l'écrasante prépondérance du trafic voyageurs ; le fret est très peu développé en raison de la faible présence d'industries lourdes dans cette région. Ensuite, le trafic voyageurs est caractérisé par l'importance relative du trafic échangé avec la région parisienne : 10 TGV relient quotidiennement (en semaine) la gare Montparnasse à celle de Brest, couvrant les quelque 613 kilomètres en 3 h 40 environ.
Par comparaison, le trafic TER semble relativement limité au-delà du Mans.
Au total, 58 trains, dont 43 de voyageurs, parcouraient quotidiennement cette ligne en 1990.
Du fait de son relatif faible trafic, la section Rennes – Brest est adaptée pour la réalisation d'essais sur les matériels moteurs. C'est ainsi qu'en octobre 2011, des essais de shuntage ont été effectués sur la ligne par des Velaro D, la rame stationnant à la gare de Plouaret pour repos entre différents essais.
SNCF Voyageurs a déposé en août 2023 une notification auprès de l'Autorité de régulation des transports (ART) pour une exploitation à partir de décembre 2024 d'une liaison  
Paris – Rennes par Ouigo Train Classique qui emprunterait cette ligne.